# Constantin Argetoianu
Constantin Argetoianu (Craiova, 15 marzo 1871 – Sighet, 6 febbraio 1952) è stato un politico rumeno, primo ministro della Romania per poche settimane: dal 28 settembre al 23 novembre 1939.
Fu membro della Massoneria.